# مونترژی
مونترژی (به انگلیسی: Montérégie) یک منطقهٔ مسکونی در کانادا است که در استان کبک واقع شده‌است. مونترژی ۱۱٬۸۵۱ کیلومتر مربع مساحت و ۱٬۴۴۲٬۴۳۳ نفر جمعیت دارد.